# Mobcast Cup
La Mobcast Cup ou Nestlé Cup (en 2014) était une compétition internationale de football féminin. Elle regroupait plusieurs clubs parmi les meilleurs du monde et se voulait  l'équivalent officieux de la Coupe du monde des clubs de la FIFA. Cette compétition était organisée sous l'égide de la fédération japonaise de football.
La première édition s'est tenue à Saitama, au Japon, en novembre 2012 et fut remportée par l'Olympique lyonnais, vainqueur de la Ligue des champions féminine 2012. Outre le vainqueur, elle réunissait les clubs de INAC Kobe Leonessa, champion du Japon, NTV Beleza, vainqueur de la coupe du Japon, et Canberra United Football Club, champion d'Australie.

## Palmarès
| Année        | Pays organisateur | Finale             | Finale   | Finale             | Match pour la 3e place | Match pour la 3e place | Match pour la 3e place | Nombre de clubs |
| Année        | Pays organisateur | Vainqueur          | Score    | Finaliste          | Troisième              | Score                  | Quatrième              | Nombre de clubs |
| ------------ | ----------------- | ------------------ | -------- | ------------------ | ---------------------- | ---------------------- | ---------------------- | --------------- |
| 2012 Détails | Japon             | Olympique lyonnais | 2 - 1 ap | INAC Kobe Leonessa | NTV Beleza             | 4 – 3                  | Canberra United        | 4               |
| 2013 Détails | Japon             | INAC Kobe Leonessa | 4 - 2    | Chelsea            | Sydney FC              | 3 - 3 (4 - 2 tab)      | Colo-Colo              | 5               |
| 2014 Détails | Japon             | São José           | 2 - 0    | Arsenal            | Urawa Red Diamonds     | 4 - 0                  | Okayama Yunogo Belle   | 6               |